# Turks i Caicos na Igrzyskach Wspólnoty Narodów 1978
Reprezentacja wysp Turks i Caicos wystartowała na Igrzyskach Wspólnoty Narodów 1978 w Edmonton jako jedna z 46 reprezentacji. Była to jedenasta edycja tej imprezy sportowej (pierwsza pod nową nazwą "igrzyska Wspólnoty Narodów") oraz pierwszy start zawodników z tego brytyjskiego terytorium zależnego. W swoim debiucie na igrzyskach, reprezentacja złożona z 10 zawodników (8 mężczyzn i 2 kobiet) nie zdobyła żadnego medalu.
Zawodnicy z Turks i Caicos z reguły nieco odstawali poziomem od swoich rówieśników z innych państw i terytoriów. Najczęściej zajmowali ostatnie bądź jedne z ostatnich miejsc w swoich konkurencjach, choć np. Caroline Delancy w biegu na 100 metrów pokonała osiem innych zawodniczek. Ponadto wyniki osiągnięte w Edmonton przez Caroline Delancy w biegu na 100 metrów i Beatrice Delancy w biegu na 1500 metrów, są do dziś rekordami Turks i Caicos w kategorii seniorek. 
Dla wszystkich sportowców z Turks i Caicos uczestniczących w igrzyskach w Edmonton, był to pierwszy i zarazem ostatni występ na igrzyskach Wspólnoty Narodów (żaden z nich nie wystąpił 20 lat później w Kuala Lumpur i tym bardziej na kolejnych).

## Skład reprezentacji
Lekkoatletyka
Mężczyźni
- Thomas Lewis Swann
  - bieg na 800 metrów – nie wystartował w czwartym biegu eliminacyjnym
  - bieg na 1500 metrów – odpadł w eliminacjach (wynik: 4:34,48)
  - bieg na 5000 metrów – odpadł w eliminacjach (12. w drugim biegu eliminacyjnym, wynik: 18:37,91)
- Robert Ingham – bieg na 1500 metrów – odpadł w eliminacjach (wynik: 4:45,36)
- Andre Taylor – rzut oszczepem – 12. miejsce (wynik: 43,96 m)

Kobiety
- Caroline Delancy
  - bieg na 100 metrów – odpadła w eliminacjach (szósta w drugim biegu eliminacyjnym, wynik: 12,37)
  - bieg na 200 metrów – odpadła w eliminacjach (siódma w pierwszym biegu eliminacyjnym, wynik: 25,02)
- Beatrice Delancy
  - bieg na 1500 metrów – odpadła w eliminacjach (dwunasta w pierwszym biegu eliminacyjnym, wynik: 5:06,90)
  - bieg na 3000 metrów – 14. miejsce (wynik: 11:20,87)

 Podnoszenie ciężarów
Mężczyźni
- Hugh Wilson – kat. do 82,5 kg – 6. miejsce (175 kg w dwuboju)
- Daniel Brisco – kat. do 90 kg – 9. miejsce (215 kg w dwuboju)

 Strzelectwo
Mężczyźni
- Lewis Astwood
  - karabin małokalibrowy leżąc, 50 metrów (32. miejsce z wynikiem 1062 punktów (na 1200 możliwych))
  - pistolet szybkostrzelny (18. miejsce z wynikiem 417 punktów (na 600 możliwych))
- Albert Grant – karabin wielkokalibrowy – 37. miejsce (89 punktów w eliminacjach)
- Fred Braithwaite – karabin wielkokalibrowy – 39. miejsce (86 punktów w eliminacjach)